# 55e division d'infanterie (France)
Pour l’article homonyme, voir 55e division d'infanterie (Pologne).
La 55e division d'infanterie est une division d'infanterie de l'armée de terre française qui a participé à la Première Guerre mondiale et à la Seconde Guerre mondiale.

## Commandants
- 2 août 1914 - 5 novembre 1914 : général Leguay[1]
- 5 novembre 1914 - 16 janvier 1915 : général Buisson d'Armandy[1]
- 16 janvier 1915 - 14 août 1916 : général Henry Armand de Laporte d'Huste († 3 octobre 1916)[1]
- 14 août 1916 - 28 août 1918 : général Mangin[1]
- 1939 - 1940 : général Britsch (sl)
- 1940 : général Lafontaine (sl)

## Première Guerre mondiale

### Composition
- Infanterie[2] :
  - 204e régiment d’infanterie d’août 1914 à septembre 1918
  - 231e régiment d’infanterie d’août 1914 à mai 1916 (dissolution)
  - 246e régiment d’infanterie d’août 1914 à septembre 1918
  - 276e régiment d’infanterie d’août 1914 à mars 1916
  - 282e régiment d’infanterie d’août 1914 à mai 1916 (dissolution)
  - 289e régiment d’infanterie d’août 1914 à septembre 1918
- Cavalerie[2] :
  - Deux escadrons du 32e régiment de dragons d’août 1914 à novembre 1915
  - Deux escadrons du 6e régiment de hussards de novembre 1915 à juin 1916
  - Deux escadrons et l'état-major du 18e régiment de dragons de juin 1916 à juin 1917
  - Un escadron du 18e régiment de dragons de juin 1917 à juillet 1917
  - Un escadron du 8e régiment de chasseurs de juin 1917 à juillet 1917
- Artillerie[2] :
  - Un groupe de 75 du 13e régiment d'artillerie de campagne d’août 1914 à avril 1917
  - Un groupe de 75 du 30e régiment d'artillerie de campagne d’août 1914 à avril 1917
  - Un groupe de 75 du 45e régiment d'artillerie de campagne d’août 1914 à avril 1917
  - Trois groupes de 75 du 230e régiment d'artillerie de campagne d’avril 1917 à septembre 1918
  - Un groupe de 155 C du 105e régiment d'artillerie lourde de juin à septembre 1918
- Génie[2] :
  - 1er régiment du génie
    - Compagnie 5/13 d’août 1914 à septembre 1918
    - Compagnie 5/19 d’août 1914 à janvier 1917
    - Compagnie 5/24 d’août 1914 à septembre 1918
    - Compagnie 5/63 de janvier 1916 à septembre 1918

  - Sapeurs-pionniers du 3e régiment du génie
  - Un bataillon de pionniers du 67e régiment d’infanterie territoriale d'août à septembre 1918
- Ainsi que l'intendance et le service de santé[2].

### Historique

#### 1914
- Mobilisée dans la 5e région[3].
- 9 – 17 août : transport par V.F. dans la région de Saint-Mihiel ; puis occupation des Hauts de Meuse, vers Liouville et Buxerulles[3].
- 17 – 26 août : couverture dans la zone Pont-à-Mousson, Chambley-Bussières face à Metz ; le 25 août, mouvement vers le nord : combats sur l’Orne vers Conflans-en-Jarnisy et Puxe[3].
- 26 – 29 août : retrait du front, puis, à partir du 27 août, transport par V.F., de la région de Saint-Mihiel, dans celle de Roye[3].
- 29 août – 5 septembre : combats à l'ouest et au sud de Roye, vers Guerbigny et Tilloloy. À partir du 30 août, repli, par Liancourt et Chennevières-lès-Louvres, jusque dans la région de Dammartin-en-Goële[3].

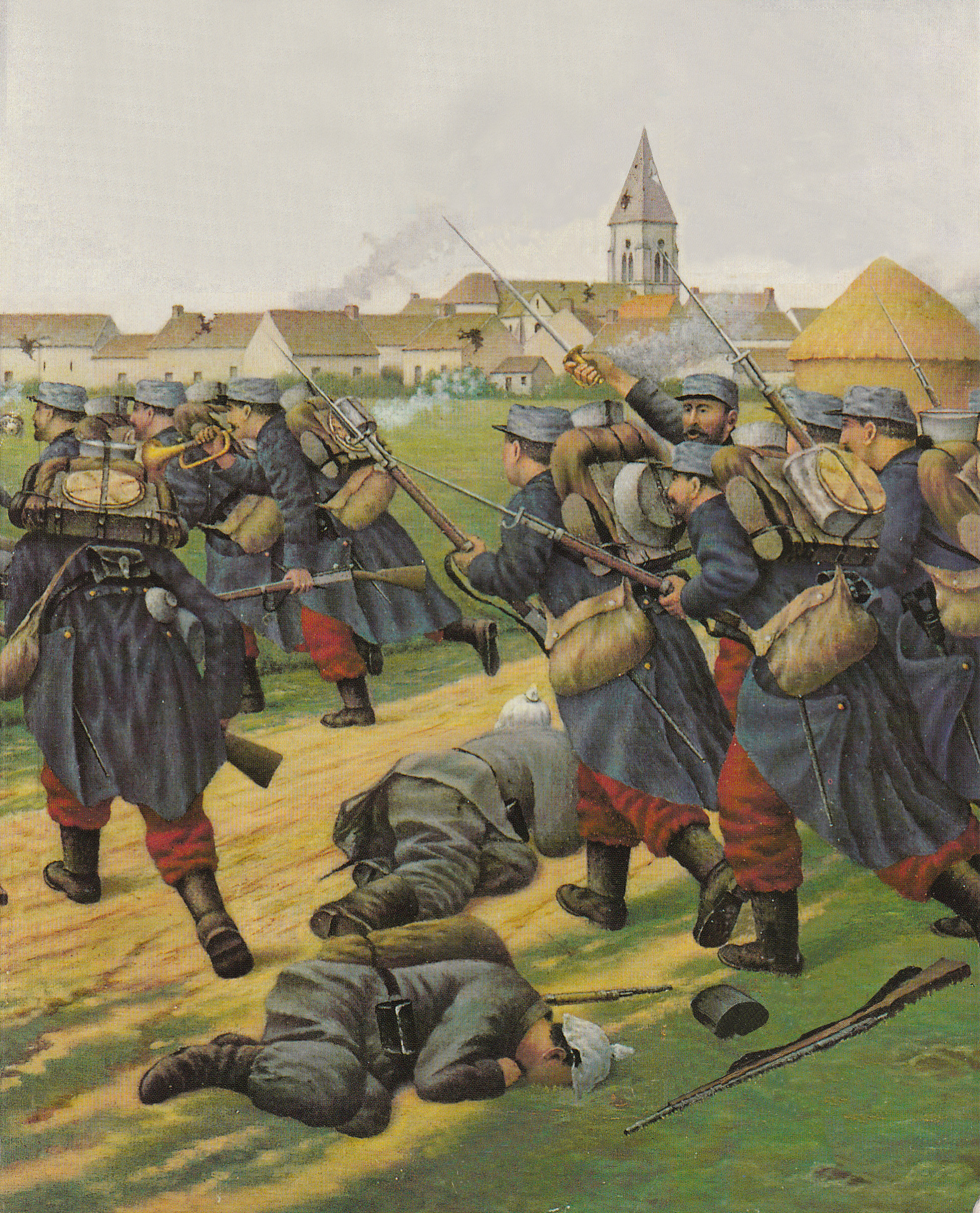
Détail d'une peinture du Musée de l'Armée représentant l'assaut de la vers Barcy le 6/9/1914-.

- 5 – 13 septembre : engagée dans la 1re Bataille de la Marne. Du 5 au 10, Bataille de l'Ourcq : combats vers Iverny, Monthyon et Barcy. À partir du 10, poursuite, par Boullarre et Fleury, jusqu'à l’Aisne, vers Soissons[3].
- 13 septembre 1914 – 13 janvier 1915 : engagée dans la 1re Bataille de l'Aisne : franchissement de l'Aisne et combats au nord de Soissons. Stabilisation du front et occupation d'un secteur aux abords nord de Soissons et vers Pernant[3] :

6 octobre : relève partielle du 3e corps d'armée britannique.
7 novembre : attaque française sur le plateau de Vregny et sur Braye.
12 novembre : attaques françaises vers la ferme Perrière et le Pont Rouge.
22 novembre : attaque allemande au nord de Crouy.
8 - 13 janvier 1915 : attaques françaises dans la région de Crouy ; violente contre-offensive allemande, et repli au sud de l'Aisne.

#### 1915
- 13 -18 janvier : retrait du front et repos vers Noyant[3].
- 18 janvier – 27 février : occupation d'un secteur entre la ferme de la Maison Rouge et Venizel[4].
- 27 février – 22 mars : retrait du front ; repos et instruction vers Hartennes[4].
- 22 mars – 30 avril : mouvement vers le front et occupation d'un secteur vers Venizel et Condé-sur-Aisne[4].
- 30 avril – 11 mai : retrait du front ; repos et instruction vers Oulchy-le-Château. À partir du 9 mai, transport par V.F., de la région de Villers-Cotterêts, vers celle de Tincques[4].
- 11 mai – 5 juin : mouvement vers le front, et, à partir du 15 mai, engagée, par brigade, dans la 2e Bataille d'Artois, vers Ablain-Saint-Nazaire et vers Carency[4].
- 5 – 23 juin : retrait du front et repos vers Chelers[4].

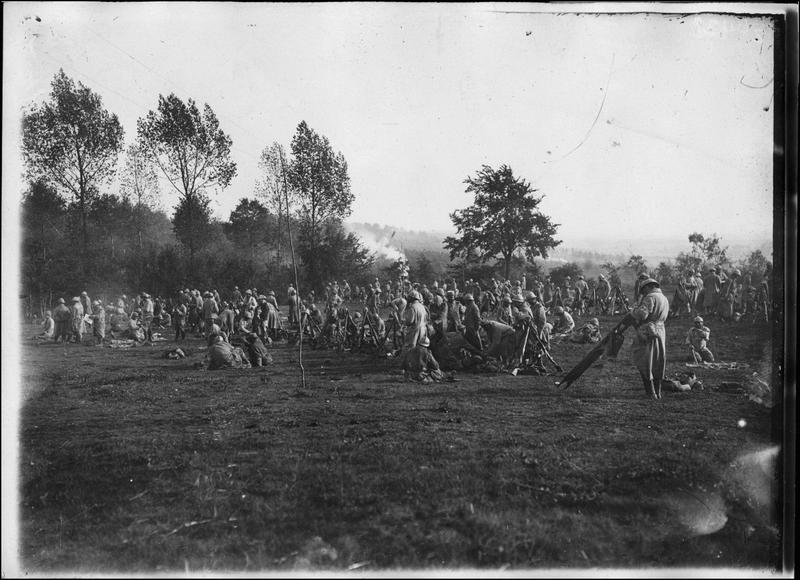
Le au repos à Villers-aux-Bois (1915).

- 23 juin – 23 novembre : mouvement vers la région Gouy-en-Servins, Villers-aux-Bois ; puis occupation d'un secteur au sud du cimetière de Souchez (éléments à partir du 19 juin). Engagée dans la 3e Bataille d'Artois[4].

25 - 28 septembre : violentes attaques françaises, puis occupation du terrain conquis.
11 octobre : nouvelles attaques françaises.
- 23 novembre 1915 – 8 février 1916 : retrait du front, et transport par V.F., de la région de Saint-Pol-sur-Ternoise, vers celle de Fismes ; repos et instruction. À partir du 26 décembre, mouvement vers Ville-en-Tardenois ; repos et instruction. À partir du 7 janvier 1916, mouvement vers la région de Prouilly ; travaux[4].

#### 1916
- 8 février – 20 juin : mouvement vers le nord, et, à partir du 11 février, occupation d'un secteur vers Berry-au-Bac et le moulin Pontoy[4] :

10 mars : attaque allemande au bois des Buttes.
25 avril : attaque française.
- 20 juin – 12 juillet : retrait du front ; à partir du 23 juin, transport par V.F. vers la région de Vitry-le-François ; repos. À partir du 7 juillet, mouvement vers Triaucourt ; repos[5].
- 12 – 30 juillet : transport par camions dans la région de Verdun. À partir du 20 juillet, engagée dans la Bataille de Verdun, vers la cote 304 et la lisière est du bois d'Avocourt[5].
- 30 juillet – 20 août : retrait du front et repos au sud de Revigny[5].
- 20 août – 1er septembre : mouvement vers le front et occupation d'un secteur vers la cote 304 et la lisière est du bois d'Avocourt[5].
- 1er – 21 septembre : retrait du front et repos vers Rembercourt-aux-Pots[5].
- 21 septembre – 22 octobre : transport par camions dans la région de Verdun ; occupation d'un secteur vers le bois d'Haudromont et l'ouvrage de Thiaumont[5].
- 22 octobre – 2 novembre : retrait du front et repos vers Triaucourt[5].
- 2 novembre 1916 – 5 février 1917 : mouvement vers le nord, et, à partir du 9 novembre, occupation d'un secteur vers le bois Camard et Avocourt[5].

#### 1917
- 5 – 14 février : retrait du front ; repos vers Triaucourt[5].
- 14 février – 15 avril : occupation d'un secteur entre Louvemont et la Meuse[5].
- 15 – 22 avril : retrait du front ; repos vers Condé-en-Barrois[5].
- 22 avril – 23 mai : occupation d'un secteur entre l'étang de Vargévaux, et la Meuse[6].
- 23 mai – 5 juin : retrait du front ; repos et instruction vers Gondrecourt[6].
- 5 juin – 5 juillet : transport par camions dans la région de Châlons-sur-Marne, et occupation d'un secteur entre le Casque et le mont Haut, étendu à droite, le 14 juin, jusque vers le Téton : attaques et contre-attaques fréquentes, en particulier vers le Téton[6].
- 5 – 24 juillet : retrait du front, transport par V.F. dans la région de Romilly-sur-Seine ; instruction[6].
- 24 juillet – 25 août : transport par V.F., de Romilly-sur-Seine, à Dormans et à Mézy-Moulins, puis mouvement par étapes vers le front. À partir du 4 août, occupation d'un secteur entre la Miette et le Ployon, dans les environs de Pontavertv.
- 25 août – 12 septembre : retrait du front ; repos vers Arcis-le-Ponsart[6].
- 12 septembre – 4 octobre : occupation d'un secteur entre la Miette et le Ployon[6].
- 4 – 29 octobre : retrait du front ; repos vers Arcis-le-Ponsart[6].
- 29 octobre – 29 novembre : occupation d'un secteur vers Chevreux et le plateau des Casemates, porté, à la suite de l'avance du 2 novembre, entre le nord-est de Chevreux et la ferme de Vauclerc[6].
- 29 novembre 1917 – 6 janvier 1918 : retrait du front, transport dans la région de La Ferté-sous-Jouarre, puis, à partir du 3 décembre, dans celle de Brunoy ; repos. À partir du 22 décembre, mouvement par étapes vers Fère-en-Tardenois ; repos[6].

#### 1918
- 6 – 28 janvier : mouvement vers le front, puis occupation d'un secteur entre la Miette et le Ployon[6].
- 28 janvier – 23 mars : retrait du front, mouvement vers Lizy-sur-Ourcq ; repos et instruction. À partir du 10 mars, mouvement par étapes vers Soissons et Vic-sur-Aisne ; travaux[6].
- 23 mars – 30 mai : transport par camions dans la région de Chauny. Engagée dans la 1re Bataille de Noyon, résistance à la poussée allemande sur la rive droite de l'Oise. Puis organisation du front sur la rive gauche, vers Manicamp et Varesnes[7].
- 30 mai – 3 juin : engagée dans la 3e Bataille de l'Aisne : subit le choc de l'offensive allemande ; repli sur la ligne Moulin-sous-Touvent, Autrêches[7].
- 3 juin – 18 août : retrait du front et défense d'un secteur vers Moulin-sous-Touvent et le sud d'Autrêches[7] :

3 juillet, attaque française dans cette région.
6 juillet, front étendu, à gauche, jusque vers la ferme Quennevières ; préparatifs d'offensive.
1er août, front réduit, à gauche, jusque vers Moulin-sous-Touvent.
- 18 – 27 août : engagée dans la 2e Bataille de Noyon : progression jusqu'à l'Ailette, vers Pont-Saint-Mard[7].
- 27 – 29 août : retrait du front et transport par camions dans la région de Crécy-en-Brie[7].
- 29 août – 10 septembre : préparatifs de dissolution[7].
- 10 septembre : dissolution[7].

#### Rattachements
Affectation organique:
- Août 1914 : 5e groupe de réserve
- Mai 1915 : 33e corps d'armée
- Juin 1915 : Isolée
- Décembre 1915 : 37e corps d'armée
- Juin 1916 : Isolée
- Juin 1917 : 5e corps d'armée
- 2e armée

4 juillet 1916 – 4 juin 1917
- 3e armée

11 février – 12 mars 1918
24 – 25 mars 1918
- 4e armée

23 juin – 3 juillet 1916
- 5e armée

25 novembre 1915 – 22 juin 1916
- 6e armée

27 août 1914 – 8 mai 1915
5 juin – 15 juillet 1917
28 octobre 1917 – 10 février 1918
13 – 23 mars 1918
26 mars – 1er juin 1918
27 août – 3 septembre 1918
- 10e armée

9 mai – 24 novembre 1915
16 juillet – 27 octobre 1917
2 juin – 26 août 1918
4 – 9 septembre 1918
- Armée de Lorraine

22 – 27 août 1914

## Seconde Guerre mondiale

### Composition
De la mobilisation jusqu'au 10 mai 1940 :
- Cavalerie

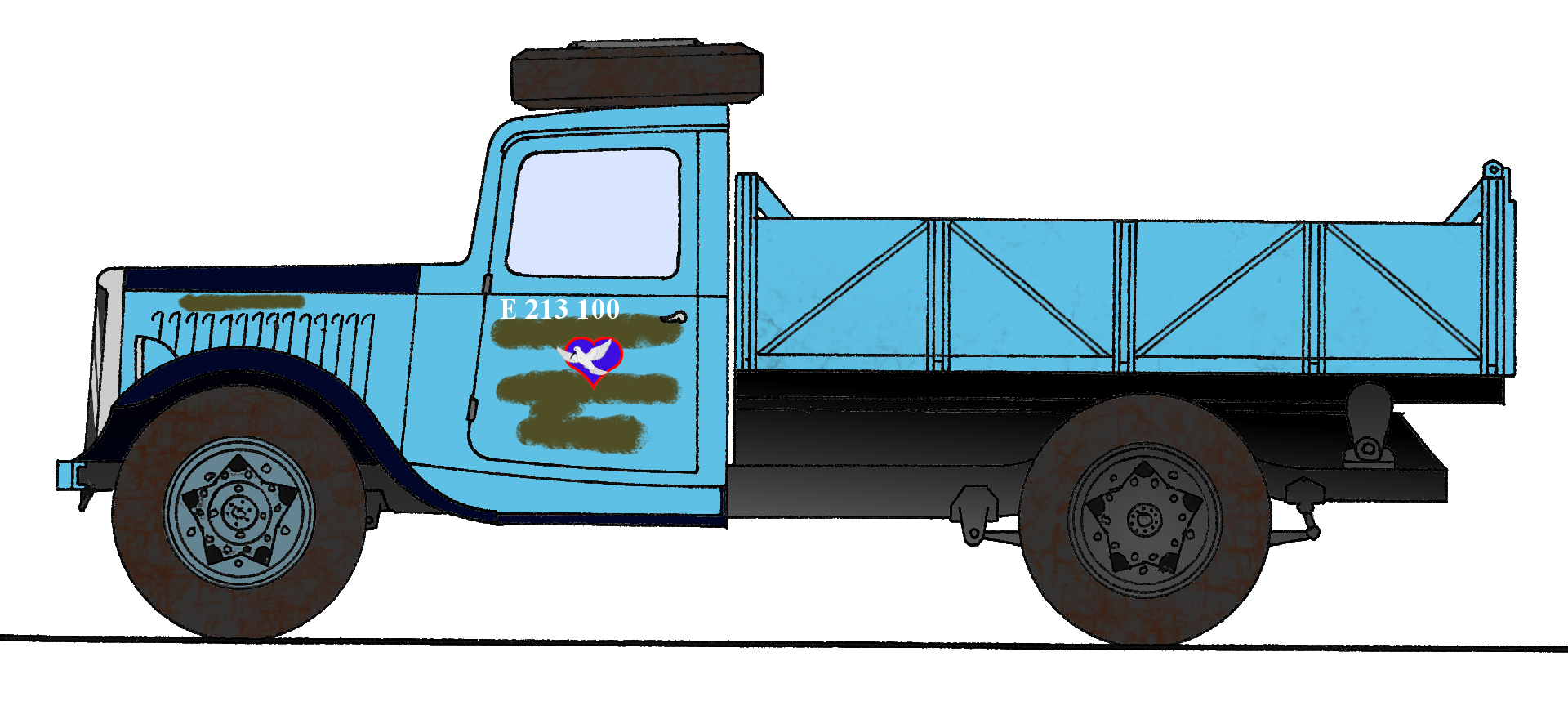
Dessin d'un camion Citroën 45 utilisé par une des unités des services de la et photographié pendant l'hiver 1940. Les couleurs sont une vue d'artiste.

  - 64e groupe de reconnaissance de division d'infanterie
- Infanterie
  - 213e régiment d’infanterie
  - 295e régiment d'infanterie
  - 331e régiment d'infanterie

- Artillerie
  - 45e régiment d’artillerie mixte divisionnaire (45e RAMD, trois groupes de 75 et un groupe de 155C)
  - 10e batterie divisionnaire antichar du 45e RAMD (75 mm puis 47 mm en avril 1940)
  - 703/409e batterie de DCA
  - 55e parc d'artillerie divisionnaire
  - 55e compagnie d’ouvriers d'artillerie
  - 55e section de munitions hippomobile (retirée en avril 1940)
  - 255e section de munitions automobile

- Génie
  - 55e bataillon de sapeurs-mineurs (dissous le 16 novembre 1939, les compagnies 55/1 et 55/2 deviennent autonomes)
    - compagnie de sapeurs-mineurs 55/1
    - compagnie de sapeurs-mineurs 55/2

- Transmissions
  - compagnie télégraphique 55/81
  - compagnie radio 55/82

- Train
  - compagnie hippomobile 55/5
  - compagnie automobile 155/5

- Intendance

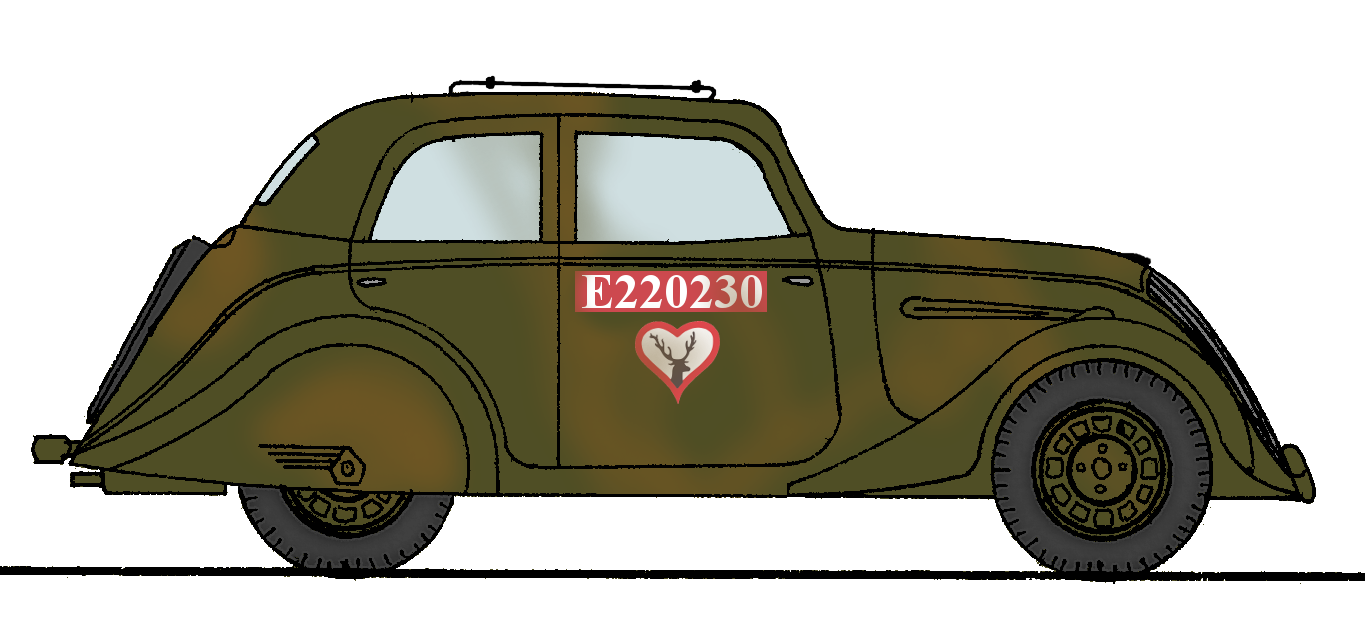
Dessin d'une voiture Peugeot 202 de la compagnie 55/81.

  - groupe d’exploitation divisionnaire 55/5

- Santé
  - 55e groupe sanitaire divisionnaire

- Centre d'instruction
  - 55e centre d'instruction divisionnaire (à partir d'avril 1940)

### Drôle de guerre
13 au 17 septembre 1939 : débarquement dans les gares de Sainte-Menehould et Verdun. Mouvement V.T. des éléments en autos vers la même région par Montargis, Sens, Sézanne, Givry-en-Argonne.
19 septembre 1939 : regroupement dans la zone Vauquois, Montfaucon-d'Argonne, Esnes-en-Argonne.
22 septembre au 19 octobre 1939 : occupation et organisation de la position de barrage de Verdun sur les côtes de la Meuse, de Wavrille à Azannes-et-Soumazannes.
20 au 22 octobre 1939 : mouvement vers le secteur de Sedan : infanterie V.F., éléments autos et hippomobiles V.T.
La 55e division d'infanterie (55e DI) du général Lafontaine est rattachée au Xe corps d'armée qui forme l'aile gauche de la 2e armée. Elle n'est dans son ensemble pas concernée par les plans d'intervention en Belgique et doit continuer à occuper sa position. Le 9 mai 1940, celle-ci est établie sur la Meuse entre le Pont-à-Bar et le confluent de la Meuse avec la Chiers, la 55e DI y renforce le 147e régiment d'infanterie de forteresse du sous-secteur de Sedan (secteur fortifié de Montmédy). À sa gauche, le front est tenu par la 102e division d'infanterie (dépendant de la 9e armée) et à sa droite par la 3e division d'infanterie nord-africaine. Pour le plan Dyle, son groupe de reconnaissance de division d'infanterie, le 64e GRDI, doit participer à la manœuvre retardatrice en Ardenne au sein du groupement ouest de la 5e division légère de cavalerie et un des bataillons de la 55e DI, le I/295e régiment d'infanterie, doit se placer sur la Semois en recueil de ce groupement ouest.
La 55e DI est une division de série B : ses effectifs sont composés de réservistes de classes anciennes dont l'instruction demeure rudimentaire malgré les efforts au cours de la drôle de guerre, et seuls 4 % des officiers sont d'active. Ses unités ne sont complétées qu'à 80-85 % de leurs effectifs théoriques et ses régiments d'infanterie n'ont rien perçu de leur dotation en canon antichar de 25 mm. La division accuse également des déficits dans ses équipements (habillement, matériels…) et approvisionnements. Le sous-secteur de Sedan que la division renforce est également faible comparée à ceux de Mouzon ou Marville, ses fortifications sont peu nombreuses.
Cette zone du front est en effet perçue comme secondaire par le commandement français, qui juge peu probable une offensive allemande d'envergure contre le sous-secteur de Sedan car le « fond de poche » des Ardennes (à l'ouest de Montmédy) conjugué à la Meuse est considéré comme peu propice à une action d'envergure. Cependant, le terrain n'a pas que des avantages que pour la défense : la Meuse peut être approchée au nord par les collines boisées et par les zones urbaines (Sedan, Donchery…), les rives peuvent se prêter facilement à une traversée et le fleuve présente un méandre formant la presqu'île d'Iges. En théorie, de nombreuses destructions doivent être effectuées sur la rive nord de la Meuse mais dans ce secteur les civils n'ont pas été évacués et leur présence (notamment les travaux agricoles qui se poursuivent) empêcheront la préparation de ces destructions, et gêneront également les travaux de fortifications.

### Bataille de France
BATAILLE de la MEUSE
10 mai 1940 Alerte occupation des emplacements de combats
Sur L.P.R. 03 Bataillons du 147e R.I.F. (Régiment d'Infanterie de Forteresse), 02 Bataillons du 331e R.I., 02 Bataillons du 295e R.I. et le 11e B.M (Bataillon Mitrailleur ).
Moyen feu: 39 canons de 25 mm, 19 canons de 47 mm, 06 groupes de 75 mm [45e R.A.D. (Régiment d'Artillerie Divisionnaire), I et II/99e R.A.F.(Régiment Artillerie de Forteresse) III/38e R.A.D (Régiment d'Artillerie Divisionnaire)]; 02 groupes de 155C.(V/38e R.A.D (Régiment d'Artillerie Divisionnaire), V/45e R.A.D (Régiment d'Artillerie Divisionnaire)
12 mai 1940 à 17 h apparition d'éléments allemands (motos, auto-mitrailleuse, fantassins) débouchant au sud de Saint-Menges. Recueil de la cavalerie sur le rive gauche. Destruction des ponts. Dans la nuit entrée en ligne des premiers éléments de la 71e division d'infanterie qui doit prendre à son compte le sous-secteur d'Angecourt. Limite droite du secteur ramenée à Pont-Maugis (ex) Bulson.
13 mai 1940 Relève par la 71e division d'infanterie dans sous secteur Est restera inachevée en raison de la pression des Allemands. Dans la matinée occupation de la rive droite par les Allemands (Givonne à 10h, Donchery à 13 h). Concentration de canons anti-chars qui prennent sous leur feu les blockhaus de la rive gauche. Intenses bombardements aériens sur la position et ses arrières. À 15h, attaque de l'armée allemande au Nord et au Sud de Torcy, perte de Wadelincourt, à 17 h 30 de Torcy à 18 h et Bellevue vers 19h; Les Allemands atteignent les localités de La Boulette et du bois de la Marfée. Panique dans la région de Bulson, provoquée par l'annonce de l'arrivée de chars allemands qui en fait n'ont pas traversé la Meuse. En fin de journée L.P.R. (ligne principale de résistance)[Quoi ?] rompue sur l'ensemble du front sauf dans la vallée de la Bar. Essai de renforcement de la ligne d'arrêt (déjà perdue par endroits) à l'aide de fractions du 331e Régiment d'Infanterie et du 11e B.M. (Bataillon Mitrailleur) qui ont pu être relevés dans le sous-secteur d'Angecourt. Au cours de la nuit, infiltrations de troupes allemandes sur Caumont.
14 mai 1940 Dès l'aube accentuation de l'effort de l'armée allemande en direction de Bulson.
Contre-attaque déclenchée:
À gauche : par 213e R.I. [jusqu'à la réserve de C.A. (corps d'Armée)]  et 7e B.C.C (Bataillon de Char de Combat) sur l'axe Maisoncelle, Bulson, Chaumont, arrêtée puis repoussée par chars allemands arrivant de Chemery;
À droite par 250e R.I; [jusqu'à réserve de C.A.] et 4e B.C.C. débouchant du bois de Raucourt sans liaison entre chars et infanterie et ne dépassant pas la lisière Nord de Villiers. À 09 h 45 décision de reporter la défense sur la deuxième position d'armée entre Artaise-le-Vivier et la lisière Nord du bois de Raucourt. Repli sous la pression des Allemands, désagrégation des unités. Au cours de l'après-midi, regroupement d'éléments près de Bayonville.
Pratiquement, la 55e DI a cessé d'exister.
15 mai 1940 Regroupement d'éléments replies au Sud-Ouest de Machault.
16 et 17 mai 1940 Mouvement des éléments regroupés vers la région de Saint-Souplet.

### Insigne
L'insigne adopté en 1939 présente un cœur, référence à Jacques Cœur et à la ville de Bourges. Toutes les unités de la 55e DI partagent ce motif sur leur insigne,.

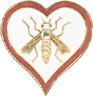
Insigne de la 55e DI.
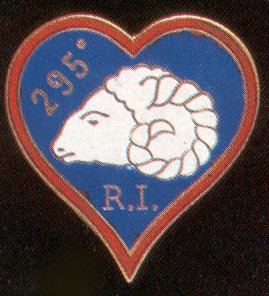
Insigne du 295e RI.
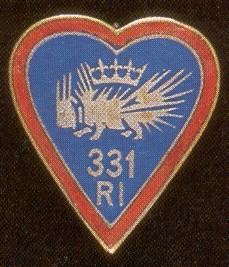
Insigne du 331e RI.
Insigne de l'artillerie divisionnaire (45e RAMD, munitions, ouvriers et parc d'artillerie divisionnaire).
Insigne des transmissions divisionnaires (compagnies 55/81 et 55/82).